# گلاوینیتسا
گلاوینیتسا شهری در استان سیلیسترا کشور بلغارستان است که جمعیت آن در سال ۲۰۰۱ میلادی ۲٬۱۳۳ نفر بوده‌است.